# Zagyva
Zagyva – rzeka w północnych Węgrzech. Długość – 179 km, powierzchnia zlewni – 5677 km², średni przepływ – 9,5 m³/s.
Zagyva ma źródła na wysokości 600 m n.p.m. pod szczytem Medves w północnej części wzgórz Cserhát. Płynie na południe, okrążając od zachodu góry Mátra. Wypływa w dolinę Cisy, przecina Hatvan, Jászberény i uchodzi do Cisy koło Szolnoku. Największe dopływy Zagyvy to Tápió, Tarna i Galga.